# Max Trébor
François Robert Halma, dit Max Trebor, est un chanteur de music-hall français né le 11 janvier 1897 à Paris XIIIe et mort le 29 avril 1944 à Paris IXe.

## Biographie
Il débute au Concert Mayol en 1916 comme chanteur de charme, mais est mobilisé pour le front l'année suivante. Il revient sur les planches à la Gaîté Montparnasse dès 1919 en compagnie d'Andrée Turcy.
Il connaît une honorable carrière dans les années 1930 sur plusieurs scènes importantes de la capitale. Probablement mobilisé, il n'apparaît plus nulle part dès la déclaration de la guerre. Il a gravé quelques disques entre 1930 et 1935, peu courants, notamment chez Polydor et Columbia.
Il a également tenu un magasin d'antiquités à Paris au boulevard de Clichy.
Il se suicide le 29 avril 1944 à Paris IXe.

## Source
- Adrien Eche, Chansonia, juin 2008
- https://data.bnf.fr/fr/14234385/max_trebor/